# École de Kyoto

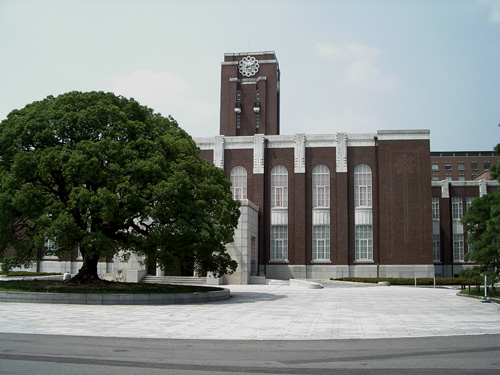
L'Université de Kyoto au sein de laquelle s'est formée l'École de Kyoto.

L'École de Kyōto (京都学派, Kyōto gakuha) est un mouvement philosophique japonais, dont Kitarō Nishida fut l'initiateur en 1910 à la fin de l'Ère Meiji marquée par la « modernisation » du Japon. Ce mouvement se développa ensuite durant l'Ère Taishô avec la recherche d'une nouvelle identité nationale. Dans ce contexte politique, Nishida, puis Hajime Tanabe et Keiji Nishitani ont élaboré, avec l'apport de la philosophie occidentale et à partir des spiritualités orientales ancestrales et de la sensibilité nationale, une philosophie japonaise originale.

## Historique
« Quoi qu'il en soit, de nouvelles fondations furent posées pour la tradition philosophique occidentale, qui n'auraient pas pu être posées en Occident. »

— Keiji Nishitani (Biographie de Kitarō Nishida)
La nomination à un poste en philosophie à l'Université Impériale de Kyoto de Kitarō Nishida, initiateur de ce mouvement philosophique à l'âge de quarante ans, marque les débuts en 1910 du mouvement philosophique, bien que Nishida n'eut jamais l'intention de fonder une École mais son envergure attire de nombreux étudiants passionnés et parmi ceux-ci Hajime Tanabe qui entretient de 1914 à 1930 une relation critique avec son maître qu'il juge trop idéaliste et spéculatif. Ce sera le moment fondateur de l'École de Kyoto sous ce nom, la critique marxiste contribuant à scinder l'École en deux factions politiques en créant cette désignation pour regrouper les penseurs politiquement conservateurs autour d'une « philosophie bourgeoise et académique de l'idéalisme ».
Nishida prend sa retraite en 1928 mais continue à développer sa philosophie, et sa chaire est occupée par Hajime Tanabe puis, en 1943 par Keiji Nishitani, le fidèle continuateur alors que Tanabe avait entretenu une confrontation fructueuse avec Nishida. Ces trois philosophes constituent le trio princeps de cette École, et Tanabe et Nishitani s'appliquèrent à perpétuer certains aspects de la pensée du fondateur après sa mort en 1945. La génération suivante, avec Shizuteru Ueda, a promu jusque dans les années 1990 une lecture bouddhique de Nishida pour éviter les controverses de nature politique mais la génération actuelle se réapproprie l'ensemble de sa réflexion philosophique. Cette philosophie demeure d'une grande actualité et donne lieu à des congrès annuels et suscitant un nombre toujours croissant d'études et de commentaires. Elle se développe ainsi tant en Asie qu'en Europe et en Amérique du Nord.
Durant l'Ère Meiji (1868-1912), l'activité philosophique au Japon consistait essentiellement dans l'enseignement universitaire des philosophies occidentales importées, particulièrement des philosophies allemandes dans lesquelles le pouvoir impérial voyait une théorie du nationalisme : la plupart des philosophes de l'École de Kyoto iront ainsi en Allemagne rencontrer en particulier Husserl et Heidegger. Le développement de l'École de Kyoto commence avec la fin de cette ère de « modernisation ». L'Ère Taishô (1912-1926) qui lui succéda favorisa la recherche d'une nouvelle identité japonaise selon le mot d'ordre « âme japonaise, technique occidentale » (Wakon yōsai) et développa le tennôcentrisme selon lequel le Japon s'ajouterait à la suite des empires cités par Hegel comme « incarnations de l'esprit ».
Pendant les années 1930-1940, cette pensée historique s'accompagne d'une critique de la modernité occidentale dans une idéologie de « dépassement de la modernité » et, pour la plupart des membres de l'École de Kyoto, d'un soutien plus ou moins marqué au pouvoir impérial théorisé dans l'idéologie du tennôcentrisme de l'Ère Taishô. Pourtant, la philosophie de l'École de Kyoto reste enracinée dans le bouddhisme et ouverte aux idées européennes, et les actes d'un célèbre symposium en juillet 1942 et des tables-rondes du Chûôkôron témoignent effectivement d'un soutien au pouvoir impérial, mais dans ce contexte philosophique, et l'École de Kyoto apparaît alors sinon subversive du moins trop libérale aux yeux du régime impérial qui ordonne sa fermeture en juin 1943. Néanmoins, l'engagement de certains dans l'idéologie impériale fera naître une controverse durable autour d'une compromission avec le régime ultra-nationaliste (évoquant celles concernant Martin Heidegger ou Mircea Eliade), qui a longtemps nui à l'étude des penseurs de cette école.

## Contexte culturel
La philosophie développée par l'École de Kyoto peut être considérée comme la réponse japonaise à l'interrogation de Victor Cousin en 1828 en Sorbonne : « Y a-t-il eu ou n'y a-t-il pas eu de philosophie dans l'Orient ?», question rebattue depuis, qui émane de l'institution universitaire philosophique européenne et à laquelle le Japon apporte une réponse différente de la Chine. Plutôt que de chercher à incorporer le corpus ancestral (bouddhique, confucianiste, taoïste) comme une variante à une philosophie universelle en mettant l'accent sur ses spécificités, Nishida et à sa suite l'École de Kyoto élaborent une nouvelle philosophie, japonaise, dont les thèmes, développés cependant avec la rigueur de la philosophie occidentale, sont issus des spiritualités orientales et de la sensibilité proprement japonaise. Médiatrice entre l'Occident préoccupé par l'être ramené à l'étant et l'Orient préoccupé par le néant, cette philosophie pense l'interdépendance de l'être et du néant.
Comme Zongsan Mou en Chine, Nishida est attentif à ne pas créer un bouddhisme ou un confucianisme universitaires, intellectualisés (« Même si on considère la philosophie bouddhiste comme un idéalisme ce n'est pas en se contentant de lui appliquer les catégories de la philosophie occidentale qu'on appréhendera sa vérité »), qui seraient de ce fait privés de leur sens. Mais ces spiritualités, loin d'être incompatibles avec la rationalité moderne, inspirent la réflexion de l'École de Kyoto : l'héritage sino-japonais y est largement présent, fait encore partie du bagage général de ses lecteurs et apparaît en palimpseste dans sa pensée.

## Principales thématiques
La philosophie développée par l'École de Kyoto propose une alternative à la maîtrise occidentale moderne, rationnelle, conceptuelle, cartésienne, du monde par une recherche de la vérité métaphysique des choses et du monde, et l'agir authentique au sein de ce monde. Au-delà du rapport objectifiant, du retrait hors du monde par la philosophie occidentale, l'École de Kyoto propose sous l'impulsion de Nishida une immersion, un rapport immédiat au réel à travers un sentiment esthétique / religieux et l'action morale / volitive : « Ce goût pour la réduction à l'essentiel et au concret, ce goût pour la réduction du transcendant à l'immanent, la réduction de la complexité doctrinale à la simplicité pratique, conforte la préférence japonaise séculaire pour la concrétude de l'ici-maintenant, le vécu corporel et la quête du sacré à même le quotidien ».
Les intitulés des deux premiers ensembles de thématiques présentés ci-dessous sont repris de l'intervention de Nakamura Yūjirō  lors du colloque de 1997 à Paris « Logique du lieu et dépassement de la modernité ».

### Savoir des profondeurs
« Nous nous étonnons encore aujourd'hui du fait que les Européens [élucidaient] le néant à travers une interprétation elle-même nihiliste. Pour nous la vacuité est le nom le plus élevé pour cela que vous aimeriez dire avec le mot « être »,. »

— Un philosophe japonais à Martin Heidegger
Les esprits japonais sont formés aux classiques confucéens et à la pensée bouddhique, essentiellement le Zen, mais le confucianisme, l'amidisme et le shintô restent prégnants. Pratiquement tous les philosophes de l'École de Kyoto fondent ainsi leur réflexion dans le bouddhisme mahâyâna, pour lequel la vacuité est une notion fondamentale, et sont confrontés à la philosophie occidentale, en particulier la phénoménologie husserlienne. La méditation bouddhique de la vacuité est ainsi mise en rapport avec le nihilisme occidental qui se propage au Japon sous l'effet de son occidentalisation. Un solide apprentissage auprès des philosophes occidentaux permet ensuite à ces philosophes de l'École de Kyoto d'asseoir la réappropriation des auteurs bouddhiques qui ont nourri leur formation selon la modalité « âme japonaise, savoir occidental » (Wakon yōsai) et il est significatif que cette formule ait remplacé celle-ci, supposée antique : « âme japonaise, savoir-faire chinois» (wakon-kansai).
Dans Logos et lemme, Tokuryû Yamauchi réalise une analyse philosophique des grands textes du bouddhisme et du taoïsme pour fonder une comparaison des logiques de deux cultures, l'occidentale (avec le logos d'Aristote) et l'orientale (avec le tétralemme d'origine indienne puis bouddhique). Au contraire Nishida explicite rarement ses références au bouddhisme (Zen, Terre Pure, Kegon...) et « a tout fait pour éviter que sa philosophie soit comprise comme une simple explication du bouddhisme Zen » afin que sa pensée ne puisse être réduite à une comparaison avec une religion occidentale : pour Nishida il s'agit plutôt de proposer un cadre (logique, métaphysique, ontologique) englobant les diverses religions.
Avec la notion de vacuité, c'est la « croyance aux choses » occidentale qui est remise en cause. Sur ce point, Nishida d'une part et Yamauchi et Nishitani d'autre part, proposent deux approches différentes pour cette dissolution de l'ontologie.
- Nishitani conserve en arrière-plan sa pratique du zen mais s'inscrit encore dans la logique aristotélicienne (tiers-exclu, identité, non contradiction). À l'ontologie (l'être substantif) il substitue une topologie (l'être du prédicat) : être, c'est « être dans », logique prédicative.
- Yamauchi se positionne au contraire clairement dans une approche correspondant au Zen. Il critique la position de Nishida en s'opposant à l'usage de la dialectique[32], et utilise le tétralemme[n 9]. Les deux premiers lemmes correspondent à l'ontologie aristotélicienne, mais les lemmes trois et quatre correspondent à une dissolution de toute « croyance aux choses ». Le tétralemme englobe la logique dont il réalise alors une « transcendance immanente ».

L'École de Kyoto applique dans les domaines très divers des sciences exactes(« Le Zen n'est nullement incompatible avec l'expérience scientifique »), de la psychologie, des sciences humaines, de la religion et de la philosophie, ces notions et concepts de la théorie de l' auto-identité contradictoire (japonais : 矛盾的自己同一的なる場所的論理 (mujun-teki jiko-dōitsu-teki naru basho-teki ronri)), de l' éveil à soi, qu'elle systématise « dissimulé[s] à la racine de la culture orientale qui a comblé nos ancêtres depuis des milliers d'années. Notre cœur ne cesse de chercher une telle chose. Mon intention est de fournir un fondement logique à cette exigence ».

### Dépassement de la modernité
La recherche philosophique de l'École de Kyoto s'est tournée principalement vers l'Allemagne, en particulier Heidegger et Husserl dont la tournure d'esprit, l'idéologie, rencontrent celles de Nishida, pour fonder le projet d'une philosophie universelle. Mais l'orientation exclusive de la philosophie allemande vers la rationalité grecque et européenne heurte de front l'École de Kyoto qui devient alors le foyer de l'idéologie du « dépassement de la modernité » où la modernité est celle apportée par les impérialismes d'Europe et d'Amérique.
La nuance péjorative associée à la notion de modernité n'était pas xénophobe, mais traduisait la perte du sens religieux et de spiritualité associée au matérialisme européen moderne. La crise de la modernité est également ressentie en Europe, mais sans référence à la perte du sacré ni aux problèmes liés à l'impérialisme.
Et Nishida s'interroge « comment la création d'une nouvelle culture mondiale fondée sur notre propre culture est-elle possible ? ». Il s'agit de prévenir « les maux causés à la société japonaise par l'introduction de pensées étrangères » et le meilleur moyen « n'est pas d'opposer nos particularités à l'universel, ce ne peut être que de créer des principes de portée mondiale tirés des profondeurs de notre âme ». Face à l'idéal occidental de maîtrise et possession de la nature, l'École de Kyoto propose de reprendre contact avec la réalité naturelle pour éviter à l'homme de devenir étranger au monde qu'il habite, adversaire de la nature,.

### Pensée institutionnaliste
Le contexte de l'expansion impérialiste japonaise des années 1930, de son industrialisation trop rapide, favorise une idéologie de la supériorité intellectuelle du Japon opposée au matérialisme de l'Occident, se transformant en un « nationalisme spirituel » chez la plupart des intellectuels conservateurs, aboutissant à « l'association paradoxale du nationalisme à un cosmopolitisme et à un humanisme ». Hannah Arendt attribue un tel aveuglement collectif aux bouleversements socio-culturels trop rapides, prédisposant tout individu et particulièrement les philosophes spéculatifs, à la fiction idéologique.

### Phénoménologie
L'ensemble de la démarche de Nishida, et à sa suite de l'École de Kyoto, peut-être résumée en un mot d'ordre « le retour aux choses elles-mêmes » et la notion d'expérience pure est une tentative de rendre compte de leur concrétude dans l'« ici-maintenant » du Zen. Cette démarche correspondant à l'âme japonaise (accompagnée durant l'ère Taishô par le rejet sans appel de la modernité orientée sur l'être des choses), au profit d'une conception relationnelle et dynamique de la réalité.
Ce retour aux choses elles-mêmes ne correspond cependant pas à un sentiment écologique tel que l'Occident moderne le conçoit : la vision japonaise est celle d'un individu en relation avec un environnement à la fois naturel et culturel, à la fois écologique et symbolique. Contrairement à l'Occident, le je au Japon ne se réfère pas d'abord à un individu conscient de soi, il est avant tout en relation personnelle avec autrui, conscience individuelle et fusion dans la communauté dans un rapport dialectique : « Le véritable individuel se construit par l'auto-identité absolument contradictoire du multiple et de l'un ». Watsuji affirme ainsi que l'évidence d'autrui est plus fondamentale que celle de l' ego moderne et le terme fûdosei qu'il utilise considère l'homme comme un sujet-acteur dans son environnement, alors que l'écologie ne considère que des relations entre objets,.
En disant la réalité, nous la faisons sans le savoir. Les langues ne permettent pas toutes la même distinction entre le sujet de ce qui est le lieu de sa subjectivité : le contexte, la situation, le prédicat, le sens commun, le milieu, le monde... Ainsi, le japonais permet de ne pas exprimer le sujet sinon justement par le contexte. Et le code de politesse traduit par les formes verbales de la langue japonaise témoigne de la sensibilité des japonais aux relations humaines.
De même que la langue française contient la logique du sujet qui permit à Descartes de définir le cogito, la langue japonaise contient déjà une logique du lieu qui permit à Nishida de penser l'engloutissement du sujet dans ce lieu et l'introduction de concepts japonais participe à l'élaboration d'une phénoménologie soucieuse de comprendre le sujet et ses relations constituantes et constituées avec son monde : Kimura utilise ainsi « l'intervalle » (aida), Watsuji « le milieu » (fûdo), Nishida « le ce-en-quoi, le y » (basho), Yamauchi « le milieu » (chû) etc.
Ces affinités idéologiques et linguistiques entre pensée japonaise et pensée phénoménologique ont motivé l'attention soutenue des philosophes de l'École de Kyoto (particulièrement Watsuji et Kimura) et généralement de l'ensemble des philosophes japonais dans leur confrontation avec la modernité, pour relever des défis s'inscrivant dans le projet phénoménologique.

## Elargissements possibles
« On peut remarquer que c'est toute l'histoire de la philosophie occidentale que l'on « remonte », de la philosophie allemande jusqu'à l'extrémité du « commencement » grec. En revanche (...) on n'y trouve pas tant la philosophie japonaise que celle qu'il reste à faire, celle de tout philosophe ; on n'y trouve pas davantage un unique penseur, comme Nishida, qu'une pléiade de figures, et en particulier ces japonais, qui depuis le début du XXe siècle se livrent à des méditations philosophiques inédites. »

— Michel Dalissier

### Autour de la logique du lieu
Le concept de « logique du lieu » recouvre dans cet article l'ensemble des développements ontologiques, métaphysiques, produits à partir de l'étude de l'« auto-identité contradictoire », de l'« éveil à soi ».
L'École de Kyoto a développé sur plusieurs thèmes des avancées, répondant aux critères occidentaux de technicité et de rigueur, qui peuvent être reprises par l'Occident euro-américain. De nombreux domaines ont été explorés et pourraient encore être développés, comme le montrent les travaux de quelques représentants de cette École présentés ci-dessous. On peut ainsi mentionner :
- L'élargissement de la logique et de la métaphysique pour « sortir des ornières des dualismes et du subjectivisme ».
- Les notions de milieu et la primauté donnée aux relations plutôt qu'à l'individu, introduites en sociologie et en psychologie, pour repenser l'individualisme et le tissu social.
- La protection de l'environnement, qui peut être réfléchie à travers la mésologie (relation de l'individu avec son milieu)[n 15]
- L'expérience spirituelle, l'approche bouddhique permettant d'en renouveler la compréhension et de briser les carcans conceptuels des dogmatismes théologiques.
- L'épistémologie, la physique théorique, pourraient être renouvelées par les notions d'unification et de non-dualité[n 13] : le basho rencontre les présupposés de la physique quantique où espace et matière sont désubstantialisés sous forme relationnelle et énergétique[52].
- La phénoménologie, développée en particulier en psychiatrie avec Kimura [n 16]

### Autour du dépassement de la modernité
Le thème du dépassement du moderne pourrait lui-même être repris à nouveaux frais sous une nouvelle étiquette, par exemple « auto-subversion du moderne » (pour dépasser un ethnocentrisme européen ou japonais inavoué et tendre à une authentique universalité), pour permettre la réinvention d'un rapport à l'environnement qui serait les retrouvailles de l'homme avec son milieu vital ainsi qu'avec sa propre essentialité.
Les contributions réunies en 1997 par A. Berque dans le second volume de Logique du lieu et Modernité abordent des thèmes au-delà de la philosophie, transdisciplinaires, allant de la linguistique à l'écologie, dans la perspective de « choisir les fondements intellectuels que nous devons donner à la civilisation de demain ».

## Principaux représentants de l'École de Kyoto
Les indications biographiques et universitaires ci-dessous, succinctes, ne concernent que les relations des personnalités présentées avec l'École de Kyoto, l'héritage culturel japonais et la philosophie occidentale.

### Les fondateurs
- Nishida Kitarô (1870-1945) est l'initiateur de ce mouvement philosophique dont il reste la figure dominante. L'un des principaux penseurs du Japon moderne[56], il est parvenu à édifier un système philosophique original en poursuivant un dialogue constant avec la philosophie occidentale[57], et reste la figure emblématique de cette École[1]. Sa notion première est « l'expérience pure » (junsui keiken)[n 19] comme un en deçà de la dichotomie sujet-objet[59] et fondement ultime de la connaissance[60]. Il est le créateur du concept de « lieu » (basho) vivant miroir de l'autoréflexion du monde par l'« auto-identité contradictoire », associé à la « logique du prédicat » selon laquelle la relation devient première par rapport au sujet, s'opposant ainsi à Aristote[61].
- Keiji Nishitani (1900-1990). Disciple de Nishida[n 20] et étudiant de Heidegger, maître Zen[62], il s'est intéressé particulièrement à la notion de religion dans le monde contemporain[1] à partir d'une herméneutique de la notion bouddhique de vacuité qui correspondrait au sens profond du besoin religieux[n 6]. L'aperception du néant est alors un premier pas dans la déconstruction de l'ego objectifiant[63]. Appliquant sa pensée ontologique et religieuse à la réalité politique de l'État, son engagement politique fut fortement nationaliste durant la guerre[64], articulant sa pensée autour d'un « dépassement de la modernité »[65].
- Hajime Tanabe (1885-1962) assistant de Nishida dont il fut le successeur et continuateur critique[66]. Penseur original d'un tempérament moins idéaliste que son maître[67], il s'intéressa d'abord aux sciences avant d'aborder la philosophie. Il développa alors, par une appropriation critique de Heidegger et Hegel une « dialectique agissante » du néant absolu critiquant la conception de Nishida qu'il juge trop spéculative. Il développe ainsi une « logique de l'espèce » (milieu socio-historique, intermédiaire entre individu et genre) pour une auto-négation réciproque entre individu et espèce. Cette philosophie fut cependant un échec[68] en raison d'un rapprochement avec le nationalisme qu'une lecture superficielle pouvait induire[69] mais aussi d'un engagement politique ultra-nationaliste total[70].

### Quelques représentants significatifs
Ces philosophes liés à l'École de Kyoto sont présentés dans l'ordre chronologique.
- Watsuji Tetsuro (1889-1960) Spécialiste de la philosophie occidentale, il fut invité par Nishida à l'Université Impériale et y enseigna la morale. Il effectue un retour aux sources orientales et travaille sur l'histoire des idées, l'esthétique et l'éthique. Il propose les concepts de « milieu » (fûdo) et d'« intervalle » (aidagara) pour réfléchir à la diversité des civilisations et du milieu naturel. L'homme, subordonné à la société et à l'État[71], est d'abord un être social et son humanité est à rechercher dans ses relations plutôt que dans son individualité[72],[73] : l'évidence d'autrui est plus fondamentale que celle d'ego[71]. Le sujet humain n'est pas dans une relation sujet / objet avec le milieu : il s'identifie à son milieu, qui en est corrélativement le mode[74].
- Shin'ichi Hisamatsu (1889 -1980). Il élabore sa philosophie en étudiant auprès de Nishida et dans un monastère rinzai de Kyoto. Méfiant à l'égard de la spéculation théorique et livresque, il opère un retour vers la pratique stricte du Zen dans laquelle il recherche sa nourriture spirituelle. Il participe cependant à la thématisation de la notion de néant et exerce sur ses collègues une influence en tant que maître Zen[62],[n 21].
- Tokuryû Yamauchi[n 22] (1890-1982), élève de Nishida, professeur à l'Université Impériale de Kyôto, chercheur éclectique, fut l'un des principaux introducteurs au Japon de la phénoménologie et de l'existentialisme[76]. Son analyse oppose la logique occidentale, aristotélicienne, à la logique orientale du tétralemme de Nagarjuna par laquelle il développe les notions de « néant » (chû)[77], « nihilité » (jisoku) complète, associant affirmation et négation instantanées[78] et « agencement » (sesetsu), artifice humain faisant exister passagèrement les étants[79].
- Jun Tosaka (1900 - 1945) est l'un des premiers philosophes matérialistes japonais, et représente l'aile gauche de l'École de Kyoto. Il fut à l'origine de l'appellation de ce mouvement philosophique[3]. Admirateur de Nishida et de Tanabe, il étudie la philosophie (en particulier Kant) à leurs côtés avant de s'en éloigner pour développer une philosophie matérialiste des sciences et de l'histoire. Dans les dernières années de sa vie, peu avant la guerre, il dénonce le libéralisme culturel décadent de l'École de Kyoto et le soutien de ses membres à un nationalisme chauviniste[80]. Kiyoshi Miki aura une évolution similaire, du bouddhisme à l'engagement marxiste.
- Shizuteru Ueda (1926 - 2019). Professeur émérite de l’université de Kyoto, directeur du département de religion comme le fut Nishida et membre de l’Académie japonaise, doyen de l’École de Kyoto dans les années 1980[81]. Il a obtenu ses doctorats en Allemagne à l’université de Marbourg et à l’université de Kyoto avec ses recherches sur Maître Eckhart, le bouddhisme Zen et le langage [n 23]. Il insiste sur la relation entre le Zen et la philosophie de Nishida dont il fut longtemps le disciple[7].
- Bin Kimura (1931 - 2021) psychiatre et philosophe. Il étudie à Kyoto puis en Allemagne la psychiatrie, et la pensée de Nishida qui devient, avec Watsuji et Heidegger, une source philosophique essentielle pour sa propre réflexion, notamment avec la notion d'« éveil à soi » et le fudo de Watsuji. Selon Kimura toute égologie est pathologique, et la déconstruction de la représentation bipolaire de soi et du monde est une question de santé mentale, individuelle et collective[82]. L'absence d'un soi solide chez les japonais correspond à une attention constante à l'autre, qui se traduit dans la structure de la langue[83].